# Ryszard II
Ryszard II (ur. 6 stycznia 1367 w Bordeaux, zm. 14 lutego 1400 w Pontefract) – młodszy syn Edwarda Czarnego Księcia, księcia Walii, syna króla Edwarda III, i Joanny z Kentu. Król Anglii od 22 czerwca 1377 do 29 września 1399. Urodził się w czasach, gdy jego ojciec był księciem Akwitanii. Po rychłej śmierci starszego brata Edwarda, który zmarł w wieku 6 lat, i śmierci ojca w 1376 r. został księciem Walii i następcą angielskiego tronu. 22 czerwca 1377 r. po śmierci dziadka Edwarda III został kolejnym królem Anglii. Miał wtedy 10 lat.

## Początek rządów

Herb Ryszarda jako następcy tronu

W zastępstwie młodego króla realną władzę sprawował jego stryj, Jan z Gandawy, 1. książę Lancaster. Oskarżano go w następnych latach, raczej bezpodstawnie, o próbę zagarnięcia tronu dla siebie. Faktem jest, że działania Lancastera nie wzbudzały entuzjazmu poddanych, zarówno tych bogatych, jak i biednych.
W latach 1377–1381 Lancaster nałożył na ludność aż trzy podatki pogłówne (poll tax). Trzecie nałożenie tego podatku wywołało w Anglii niepokoje społeczne zwane powszechnie powstaniem Wata Tylera.
Rebelia rozpoczęła się w czerwcu 1381 r. w południowych hrabstwach Kent i Essex. Powstańcy uzyskali wsparcie heretyckiego ruchu lollardów. Chłopi wysłali deputację do Ryszarda przedstawiając mu swoje żądania, m.in. zmniejszenia opodatkowania i obciążeń chłopów oraz dymisję niepopularnych ministrów. W tym czasie inna grupa powstańców zaatakowała Tower, gdzie zabili m.in. Simona Sudbury’ego, arcybiskupa Canterbury i Lorda Kanclerza (Lord Chancellor) i Roberta de Halesa, przeora joannitów w Anglii i Lorda Wielkiego Skarbnika (Lord High Treasurer). Ryszard wyraził wstępnie zgodę na rokowania, które miały odbyć się na polach Smithfield, nazajutrz 15 czerwca.
Podczas negocjacji doszło do bójki między Tylerem, a burmistrzem Londynu Williamem Walworthem, podczas której ten ostatni przebił Tylera mieczem. Pozbawieni przywódcy chłopi zostali prędko rozgromieni.

## Rządy osobiste
Osobiste rządy Ryszarda rozpoczęły się w 1386 r. Jan z Gandawy został wysłany w charakterze ambasadora do Kastylii, zaś Ryszard rozpoczął budowę swojego stronnictwa. Na jego czele stanęli Robert de Vere, 9. hrabia Oxford i Lord Wielki Szambelan (Lord Great Chamberlain) oraz Michael de la Pole, 1. hrabia Suffolk. W opozycji znalazła się grupa baronów określających się jako Lordowie Apelanci (Lords Appellant) na czele z Tomaszem Woodstockiem, księciem Gloucester, Richardem FitzAlanem, 11. hrabią Arundel, i Thomasem de Beauchamp, 12. hrabią Warwick.
Stronnicy Ryszarda byli bardzo niepopularni wśród baronów. W 1387 r. Wspaniały Parlament (Wonderful Parliament) pod zbrojną presją Lordów Apelantów zażądał od króla dymisji jego zwolenników. Ryszard odmówił, aresztował Arundela i wysłał armię pod wodzą Oxforda przeciwko pozostałym Lordom Apelantom. Armia ta nie odniosła sukcesu, natomiast Lordowie pojmali w Tower samego króla. W 1388 r. król usunął wszystkich urzędników, których dymisji żądali Apelanci. Większość z nich została ścięta, zaś Oxford i Suffolk skazani na banicję. Władzę pochwycili Lordowie Apelanci, zaś Ryszard utracił większość swojego autorytetu.

## Chwiejna stabilizacja

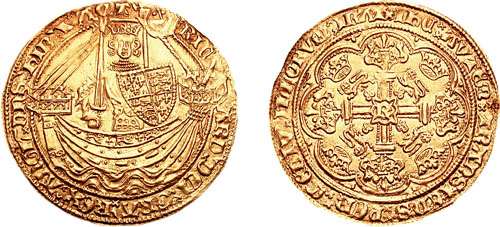
Ryszard II na monecie – z mieczem i tarczą

Po doświadczeniach lat 1387–1388 Ryszard unikał konfliktów z baronami, na których czele stał od 1390 r. książę Lancaster. Ryszard okazał się wielkim mecenasem sztuki, ozdobił Westminster Hall i popierał twórczość literatów, m.in. Geoffreya Chaucera. Król interesował się kuchnią i urządzaniem stołu, nadzorował przygotowania do ważnych uroczystości. Anglikom mającym w pamięci wojowniczych Edwarda III i Czarnego Księcia, postępowanie Ryszarda zbyt przypominało czasy Edwarda II, rządy kolejnego „delikatnego” króla, nieznajdującego upodobania w wojnie. Rzeczywiście, Ryszard nie był typem wojownika. W 1385 r. poprowadził wyprawę do Szkocji, aczkolwiek bez większych sukcesów. Z Francją nie walczył, zawarłszy w 1396 r. 28-letni rozejm. Również podczas pierwszej wyprawy do Irlandii w 1394 r. Ryszard częściej posługiwał się dyplomacją niż orężem.
Król był również przeświadczony o boskiej godności i posłannictwie monarchy, który powinien posiadać niczym nie ograniczoną władzę w Królestwie, całymi godzinami przesiadywał w koronie, zakazał patrzenia sobie w twarz. Ryszarda cechowała niechęć do kompromisów, chciał aby wszystkie sprawy rozstrzygane były po jego myśli. Śmierć żony Anny Czeskiej w 1394 r. (poślubił ją 11 lat wcześniej), którą darzył dewocyjną miłością, sprawiła, że Ryszard stał się bardziej niedostępny dla otoczenia. Podobno ta śmierć wyzwoliła w królu ukryte szaleństwo. Świadkowie pisali, że król bez powodu tarzał się po podłodze wydając dzikie wrzaski, nagle wpadał w szał i rzucał wszystkim, co miał pod ręką. Zdarzało mu się także publicznie płakać po śmierci żony.

## Upadek
W 1397 r. Ryszard uznał, że już najwyższy czas wcielić w życie swoje ideały bożych praw monarchy i wydostać się spod kurateli Lordów Apelantów. Pod pretekstem antykrólewskiego spisku kazał stracić Arundela i wygnać Warwicka. Gloucester został uwięziony i prawdopodobnie na rozkaz króla zamordowany w więzieniu. Bezdzietny Ryszard wyznaczył na swojego spadkobiercę Rogera Mortimera, 4. hrabiego Marchii, po kądzieli wnuka Lionela z Antwerpii, młodszego syna Edwarda III, zaś po jego śmierci w 1398 r., jego młodego syna Edmunda.
Największym zagrożeniem dla rządów Ryszarda był Henryk Bolingbroke, syn księcia Lancaster, wygnany pod błahym pretekstem w 1399 r. W tym samym roku Lancaster zmarł i jego ziemie przeszły pod zarząd Korony. W tym momencie Ryszard popełnił błąd, zostawiając niedokończone sprawy wewnętrzne Królestwa i wyprawił się do Irlandii.

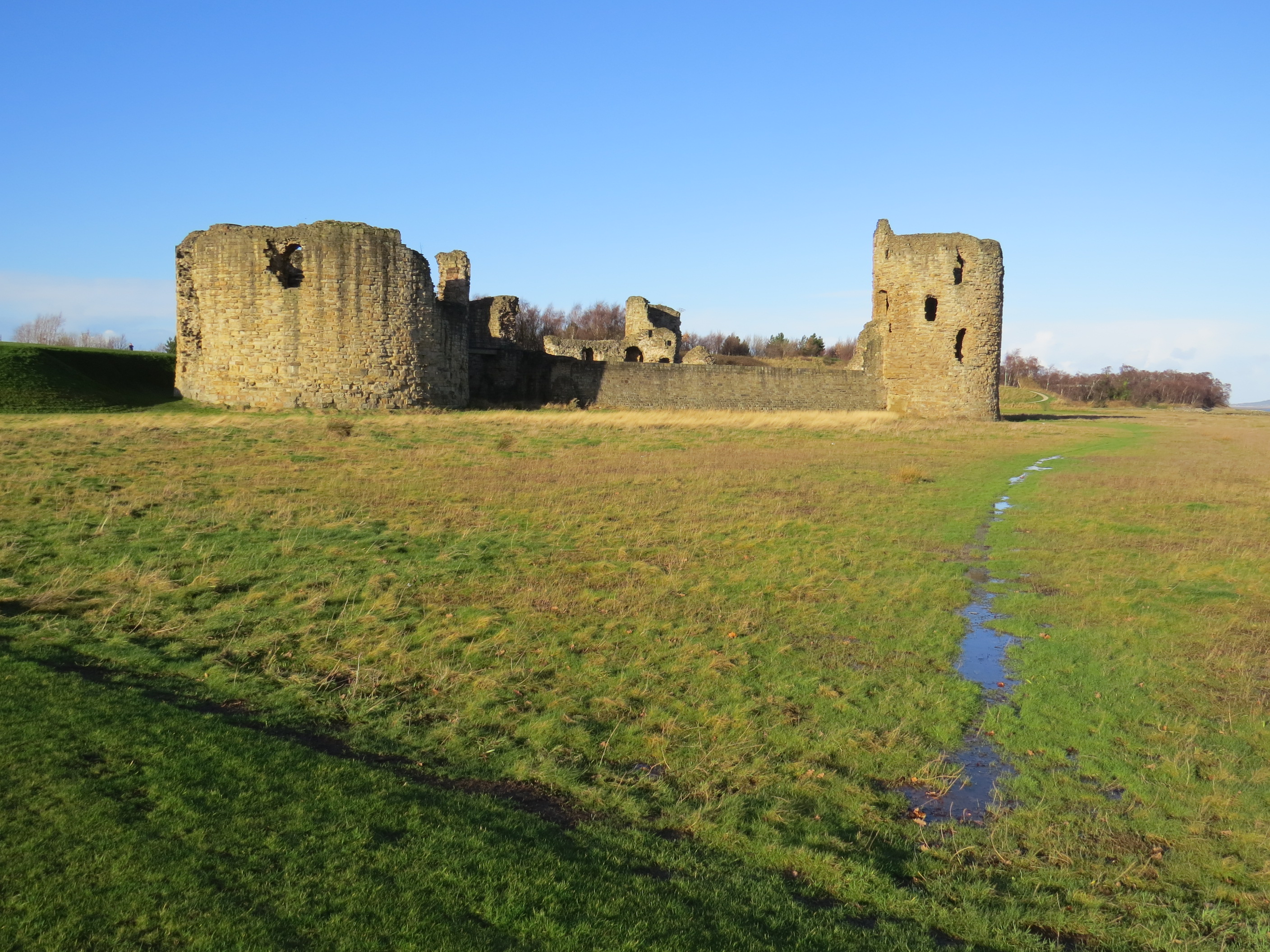
Zamek Flynt – miejsce kapitulacji Ryszarda II

Wykorzystał to Bolingbroke, który przy francuskiej pomocy wylądował w Yorkshire. Autokratyczne rządy Ryszarda i niechęć do niego wśród szerokich kręgów arystokracji sprawiły, że Bolingbroke rychło opanował większość Anglii. Początkowo stawiał sobie za cel odzyskanie rodowych włości i przywrócenie pozycji Lordom Apelantom, przy zachowaniu Ryszarda jako króla i Mortimera jako jego następcy. Ryszard jednak nie chciał układów i wylądował z wojskiem w Walii, jednak został rychło opuszczony przez stronników i 19 sierpnia poddał się Bolingbroke’owi na zamku Flint, zgadzając się na abdykację w zamian za życie.
Przetransportowano go do Tower i zmuszono do abdykacji (29 września 1399 r.). Parlament zatwierdził abdykację Ryszarda i przekazanie korony Bolingbroke’owi (teraz Henrykowi IV). Ryszard został skazany na więzienie w zamku Pontefract. Tam zmarł ok. 14 lutego 1400 r. zamordowany lub zagłodzony.
Aby uciąć wszelkie spekulacje, że Ryszard żyje, jego ciało wystawiono na widok publiczny w źle wykonanej trumnie, po czym pochowano w Kings Langley Church. W 1413 r. Henryk V, syn Henryka IV, przeniósł ciało Ryszarda do katedry Westminsterskiej.

## Rodzina
Ryszard był dwukrotnie żonaty, ale nie doczekał się potomstwa.
22 stycznia 1383 r. w katedrze Westminsterskiej poślubił Annę Czeską (11 lipca 1366 – 7 czerwca 1394), córkę Karola IV Luksemburskiego – cesarza rzymskiego, króla niemieckiego i czeskiego oraz Elżbiety Pomorskiej, córki Bogusława V, księcia słupskiego (wnuczki Kazimierza III Wielkiego).
31 października 1396 r. poślubił Izabelę de Valois (9 listopada 1389 – 13 września 1410), córkę Karola VI Szalonego – króla Francji i Izabeli Bawarskiej (córki Stefana III, księcia Bawarii-Ingolstadt).